# Szachtior-Bołat Temyrtau
Szachtior-Bołat Temyrtau (kaz. Шахтёр-Болат Теміртау Футбол Клубы) – kazachski klub piłkarski z siedzibą w Temyrtau, grający w Byrynszy liga.

## Historia
Chronologia nazw:
- 1966: Mietałłurg Temyrtau (kaz. Металлург Теміртау)
- 1969: Stroitiel Temyrtau (kaz. Строитель Теміртау)
- 1977: Bołat Temyrtau (kaz. Болат Теміртау)
- 2003: Bołat CSKA Temyrtau (kaz. Болат ЦСКА Теміртау)
- 2005: Bołat-MSK Temyrtau (kaz. Болат-МСК Теміртау)
- 2006: Bołat-MST Temyrtau (kaz. Болат-МСТ Теміртау)
- 2007: Bołat Temyrtau (kaz. Болат Теміртау)
- 2008: Bołat-AMT Temyrtau (kaz. Болат-АМТ Теміртау)
- 2010: Bołat Temyrtau (kaz. Болат Теміртау)
- 2011: Bołat-AMT Temyrtau (kaz. Болат-АМТ Теміртау)
- 2016: Szachtior-Bołat Temyrtau (kaz. Шахтёр-Болат Теміртау)

Klub został założony w 1966 jako Mietałłurg Temyrtau i debiutował w Klasie B, strefie środkowoazjatyckiej i kazachskiej Mistrzostw ZSRR. W 1969 roku zmienił nazwę na Stroitiel Temyrtau. W 1970 w wyniku reorganizacji systemu lig ZSRR spadł do niższej ligi, po czym występował w rozgrywkach lokalnych. Dopiero w 1978 jako Bołat Temyrtau ponownie startował we Wtoroj Lidze w której grał do 1984. W ostatnich dwóch mistrzostwach ZSRR (1991-1992) występował we Wtoroj Niższej Lidze.
W 1992 debiutował w pierwszych rozgrywkach o Mistrzostwo niepodległego Kazachstanu. W 1998 klub zajął przedostatnie 13 miejsce i spadł do Pierwoj Ligi. W 2003 zmienił nazwę na Bołat CSKA Temyrtau. W 2005 roku na jeden sezon powrócił do Superligi. Od 2006 występował w Pierwoj Lidze, dodając do nazwy sponsorów (MST – Mittal Steel Temirtau, AMT – Arcelor Mittal Temirtau). W 2010 na rok wrócił do nazwy Bołat Temyrtau. W 2016 przyjął nazwę Szachtior-Bołat Temyrtau

## Sukcesy
- Klasa B ZSRR, strefa środkowoazjatycka i kazachska: 3. miejsce (1967, 1968)
- Puchar ZSRR: 1/8 finału (1968/69)
- Mistrzostwo Kazachskiej SRR: mistrz (1970)
- Puchar Kazachskiej SRR: zdobywca (1970, 1972, 1973, 1974, 1975, 1976)
- Priemjer-Liga: 7. miejsce (1994)
- Puchar Kazachstanu: 1/2 finału (1995)